# Стефка Филипова
Стефка Андонова Филипова (Райна) е участник в комунистическото партизанско движение в България по време на Втората световна война.

## Биография
Родена е на 21 октомври 1922 година в село Лешко, Горноджумайско. Включва се в комунистическото партизанско движение по време на Втората световна война. Куриер на Горноджумайската партизанска чета. През 1943 година влиза в Горноджумайския партизански отред „Никола Калъпчиев“. Загива на 29 януари 1944 година в сражение с жандармерия при село Лисия.